# Gryllefjord
Gryllefjord är en tätort i Senja kommun i Troms fylke i norra Norge. Orten ligger vid fylkesväg 86, på södra sidan av Gryllefjorden.
Tidigare har orten utgjort centralort i dåvarande Torskens kommun.